# Carole Toïgo
Carole Toïgo, née le 4 août 1971, est une athlète de course à pied et de ski-alpinisme française.

## Biographie
Carole Toïgo est ingénieur de l'Institut national agronomique Paris-Grignon. Elle est docteur de l'Université Lyon I, spécialiste de la dynamique des populations d'ongulés. Elle travaille à l'Office national de la chasse et de la faune sauvage où elle étudie actuellement la population de bouquetins (Capra ibex) de la chaîne de Belledonne dans les Alpes françaises.

## Palmarès en course à pied
- Marathon du Mont-Blanc
  - 1re femme en 2007[2]

## Palmarès en ski-alpinisme

### Championnats du monde
- 2002 à Serre Chevalier en  France
  -  Médaille d'argent par équipe avec Corinne Favre
  - 7e au classement individuel
- 2004 au Val d'Aran en Espagne
  -  Médaille de bronze par équipe avec Corinne Favre
- 2006 à Coni,  Italie
  -  Médaille d'argent par équipe avec Corinne Favre
  -  Médaille de bronze en relais avec Véronique Lathuraz, Corinne Favre et Nathalie Bourillon.

### Championnats d'Europe
- 2003 en Slovaquie
  - 10e au classement individuel

### Championnats de France
- Championnat de France individuel à Chamrousse en 2002[3]
  -  Médaille de bronze
- Championnet de France par équipe à la Tournette en 2003[4]
  -  Médaille d'argent par équipe avec Corinne Favre

### Epreuves de laGrande Course
- Tour du Rutor[5]
  - 2002: 1re par équipe avec Corinne Favre
- Pierra Menta[6]
  - 2000: 4e avec Laurence Darragon
  - 2001: 7e avec Laurence Darragon
  - 2002: 2ndes avec Corinne Favre
  - 2003: 3e avec Corinne Favre
  - 2004: 2ndes avec Corinne Favre
  - 2005: 3e avec Corinne Favre
  - 2006: 4e avec Corinne Favre